# Château-du-Loir
Pour les articles homonymes, voir Château (homonymie) et Loir.
Château-du-Loir est une ancienne commune française, située dans le département de la Sarthe en région Pays de la Loire, peuplée de 4 321 habitantsappelés les Castéloriens. Elle fait désormais partie de la commune nouvelle Montval-sur-Loir depuis le 1er octobre 2016.
La ville appartient à la province historique du Maine, et se situe dans le Haut-Maine.

## Géographie

### Localisation

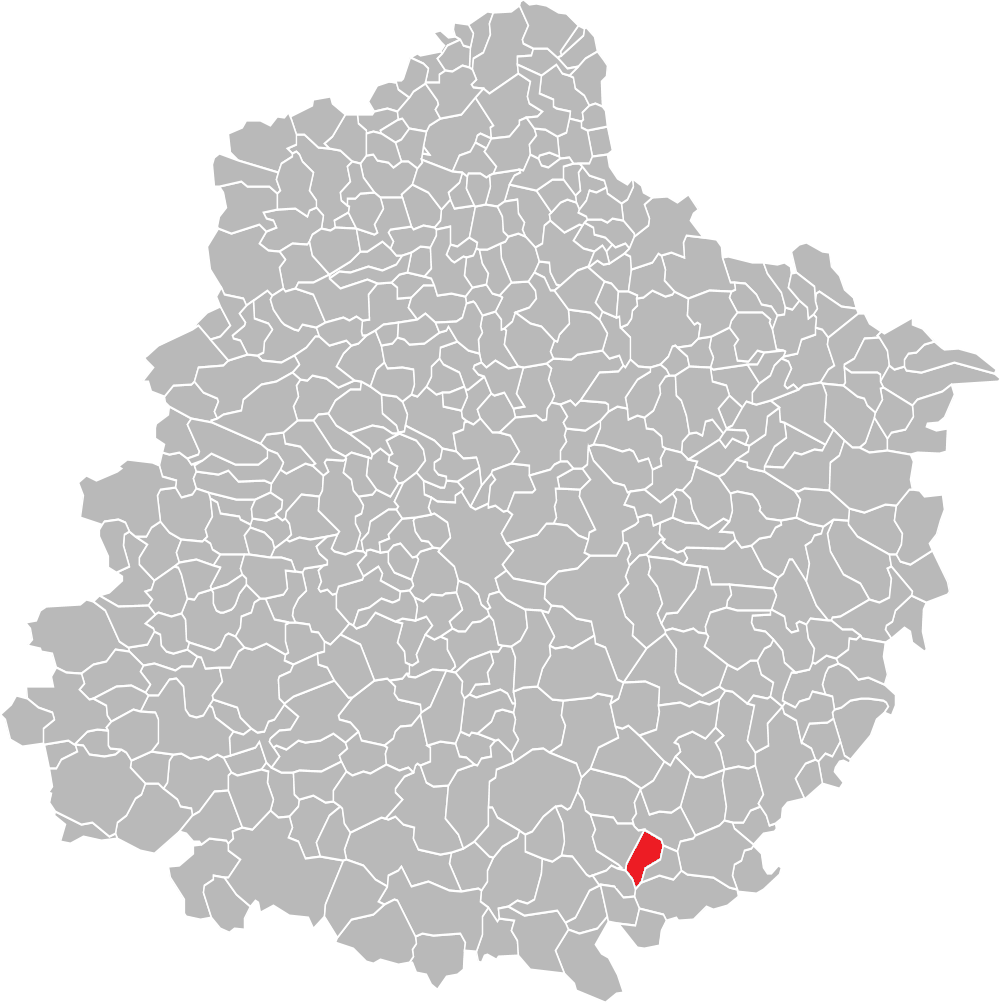
Situation de la commune de Château-du-Loir dans le département de la Sarthe.

Château-du-Loir, au sud du département de la Sarthe, est située au cœur de la vallée du Loir. La ville se trouve, en distances orthodromiques, à 37,1 km au sud-est du Mans, la préfecture du département, et à 39,1 km au nord-ouest de Tours.

### Communes limitrophes
| Luceau   |                 | Flée                   |
|          | Château-du-Loir | Vouvray-sur-Loir       |
| Montabon |                 | Dissay-sous-Courcillon |

Les communes limitrophes sont Luceau, Flée, Vouvray-sur-Loir, Dissay-sous-Courcillon et Montabon.

### Axes de communication

#### Infrastructures routières
Château-du-Loir est traversée par la route nationale 138 (anciennement route nationale 158, aujourd'hui déclassée en RD 338. L'A28 passe également à proximité.

#### Infrastructures ferroviaires
La gare de Château-du-Loir est desservie par des trains Intercités circulant entre Tours et Caen.

## Toponymie
Durant la Révolution, la commune porte les noms de Mont-du-Loir, Mont-sur-Loir et Vau-du-Loir.

## Histoire
Aux confins de l'Anjou historique et du Maine, Château-du-Loir est situé aux limites du Maine angevin, près de la Touraine. La situation géographique privilégiée du canton attira de nombreuses convoitises tout au long de l'histoire. Ainsi, les rois de France et d'Angleterre se disputèrent cette place forte, chef-lieu d'une sénéchaussée de 78 paroisses (doyenné rattaché au diocèse du Mans), jusqu'en 1789.
Le premier seigneur connu est Aimon/Ha(i)mon le Barbu (vers 980-vers 1030), dit aussi de La Roche-Guyon, mari d'Hildeburge de Bellême sœur de l'évêque Avesgaud. Leurs enfants furent : Gervais (Ier) dit de Bellême, de Château-du-Loir ou de La Roche-Guyon (vers 1007-1067), évêque du Mans puis archevêque de Reims et régent de France pour le jeune Philippe Ier ; et Robert Brochard, sire de Château-du-Loir, né vers 1010, père lui-même de Gervais (II), aussi seigneur de Mayet et de La Cour-Aimon (Cohémon à Vouvray-sur-Loir), mort vers 1095. Quand Gervais II, seigneur de Château-du-Loir, mourut sans descendance mâle vers 1095 (en fait, il avait eu un fils, Gervais, ecclésiastique, doyen du chapitre du Mans), la châtellenie de Château-du-Loir passa à sa fille Mathilde, morte vers 1110, comtesse du Maine par son mariage avec Hélie de La Flèche. Puis elle fut possédée successivement par leur petit-fils Geoffroi V le Bel dit Plantagenêt, comte d'Anjou et du Maine, et par les rois d’Angleterre dont Geoffroi fut la souche, depuis son fils Henri II jusqu’à Jean sans Terre.
La ville est prise par le roi de France Philippe Auguste vers 1199 et est donnée au sénéchal Guillaume des Roches. La reine Bérangère, veuve de Richard Cœur de Lion, à qui Philippe Auguste avait cédé le comté du Maine en échange de possessions sises en Normandie et qui constituaient son douaire, céda à Guillaume des Roches tous ses droits comme comtesse douairière du Maine, tant à Château-du-Loir que dans la forêt de Bercé.
Alors que sa sœur aînée, Jeanne des Roches, passe Sablé à son mari Amaury Ier de Craon, Clémence des Roches, fille du sénéchal Guillaume, transmet Château-du-Loir, Mayet, Louplande et La Suze à son mari Geoffroy VI de Châteaudun. Leur fille Jeanne de Châteaudun épouse Jean de Montfort-l'Amaury, et donne naissance à Béatrice de Montfort, mère de : Jean II de Dreux, d'où la suite des comtes de Dreux seigneurs de Château-du-Loir, le troisième fils de Jean II étant le comte Pierre de Dreux ci-dessous ; et Jeanne de Dreux, comtesse de Braine et dame de La Suze, femme de Jean IV de Roucy ; et Béatrice de Roucy dame de La Suze, qui épouse Amaury III de Craon, arrière-petit-fils de Jeanne des Roches dame de Sablé et d'Amaury Ier de Craon ci-dessus.
La branche issue de Jeanne des Roches avait gardé un sixième de Château-du-Loir, et l'héritier dans la première moitié du XIVe siècle en était un fils cadet d'Amaury III, Guillaume Ier le Grand de Craon vicomte de Châteaudun. Il échangea sa part de Château-du-Loir avec son lointain cousin Pierre Ier de Dreux fils du comte Jean II ci-dessus, contre Domart-en-Ponthieu — autre fief des Dreux venu du mariage en 1210 de Robert III de Dreux avec Aénor de St-Valery-sur-Somme — afin que le comte de Dreux puisse réunir complètement la baronnie de Château et la vendre avantageusement.
De succession en succession, Château-du-Loir va plusieurs fois à la Couronne : en mai 1337 à Philippe de Valois, qui l’achète 31 000 livres à Pierre Ier comte de Dreux, et la déclare baronnie « d’aussi bonne condition que le comté du Maine ». Donnée en apanage à Louis Ier, duc d’Anjou et petit-fils de Philippe VI, elle est une seconde fois réunie à la Couronne par Louis XI.
La guerre de Cent Ans n’épargnera pas la ville fortifiée qui fut pillée et détruite par les Anglais. Au XVIe siècle, Château-du-Loir reprendra un nouvel essor et deviendra un centre important, pour l’époque, de fabrication de toiles, de filatures et de tanneries.
À la Renaissance les hommes de lettres de la Pléiade s’y rencontraient : Ronsard de Couture, qui fut prieur de l'église Saint-Guingalois de 1569 à 1585, Racan de Bueil, les frères Lazarre, Antoine de Baïf de Mangé, Joachim du Bellay et même parfois Jacques Peletier du Mans.
Lors de la création de la généralité de Tours au XVIe siècle, Château-du-Loir, du fait de sa situation géographique et historique étroitement liée à l'Anjou et au Maine, devient le siège d’un gouvernement particulier avec un gouverneur et un lieutenant du roi, Château-du-Loir était avant 1789 le chef-lieu d’une sénéchaussée qui étendait sa juridiction sur 78 paroisses, d'une élection dont dépendaient 83 paroisses, d’une maîtrise des eaux, grenier à sel, recette des tailles, entrepôt de tabac qui en faisaient une des villes frontalières les plus importantes entre les provinces du Maine et de l'Anjou.
En 1790, lors de la création des départements français, la commune de Château-du-Loir, tout comme d'autres villes du nord de l'Anjou, telles que Le Lude et La Flèche, est rattachée au nouveau département de la Sarthe. Elle fut chef-lieu de district de 1790 à 1795.
Avec la Révolution, Château-du-Loir perdit plus de 50 % de sa population. Le déclin ne s'acheva qu'au XIXe siècle avec l'apparition du chemin de fer et la création d'un dépôt ferroviaire, rendant à Château-du-Loir et ses alentours une nouvelle vigueur économique. L'activité nouvelle permettra alors aux petites industries et aux artisans de développer leur commerce. 

## Politique et administration

### Liste des maires
| Période      | Période       | Identité                | Étiquette   | Qualité                                |
| ------------ | ------------- | ----------------------- | ----------- | -------------------------------------- |
| 1790         | 1794          | Pierre Louis Grandhomme |             |                                        |
| 1794         | 1795          | Pierre Gabeau           |             |                                        |
| 1795         | 1796          | René Houëau             |             |                                        |
| 1796         | 1797          | Jean Hervé              |             |                                        |
| 1797         | 1816          | René Houëau             |             |                                        |
| 1816         | 1830          | Thomas Tessier          |             |                                        |
| 1830         | 1832          | Esprit Gendron          |             |                                        |
| 1832         | 1839          | Pierre-Arsène Lelong    |             | Conseiller général                     |
| 1839         | 1852          | Esprit Gendron          |             | Conseiller général                     |
| 1852         | 1872          | Marie Olivier Cullier   |             |                                        |
| 1872         | 1874          | Pierre Le Monnier       |             |                                        |
| 1874         | 1876          | François Victor Trotin  |             |                                        |
| 1876         | 1895          | Pierre Le Monnier       |             |                                        |
| 1895         | 1902          | Emile Breteau           |             |                                        |
| 1902         | 1904          | Eugène Lespagnandelles  |             |                                        |
| 1904         | 1914          | Arthur Joly             |             |                                        |
| 1914         | 1924          | Louis Pineau            | Droite      | Conseiller général                     |
| 1924         | 1925          | Paul Guillon            |             |                                        |
| 1925         | 1944          | Gaston Perrin           | Radical     | Conseiller général                     |
| 1944         | 1947          | Abel Norguet            |             |                                        |
| 1947         | 1953          | Eugène Martin           |             |                                        |
| 1953         | 1971          | Henri Chabin            |             |                                        |
| 1971         | 1977          | Jacques Defais          |             |                                        |
| 1977         | 1989          | Marcel Boisjean         | UDF-Radical | Conseiller général                     |
| 1989         | 1995          | François Leboucq        | RPR         | Ophtalmologiste                        |
| 1995         | 2001          | Daniel Macheton         | PS          | Enseignant                             |
| 2001         | 2004          | Marcel Goullencourt     | DVD         | Agent immobilier                       |
| 2004         | 2008          | Roland Séjourné         | DVD         | Banquier                               |
| 2008         | octobre 2011  | Daniel Macheton         | PS          | Enseignant retraité (décédé en mandat) |
| octobre 2011 | mars 2014     | Michel Auville          | DVG         | Retraité de la SNCF                    |
| mars 2014    | décembre 2015 | Béatrice Pavy           | UMP-LR      | Comptable                              |

## Démographie
L'évolution du nombre d'habitants est connue à travers les recensements de la population effectués dans la commune depuis 1793. À partir du 1er janvier 2009, les populations légales des communes sont publiées annuellement dans le cadre d'un recensement qui repose désormais sur une collecte d'information annuelle, concernant successivement tous les territoires communaux au cours d'une période de cinq ans. 
Pour les communes de moins de 10 000 habitants, une enquête de recensement portant sur toute la population est réalisée tous les cinq ans, les populations légales des années intermédiaires étant quant à elles estimées par interpolation ou extrapolation. Pour la commune, le premier recensement exhaustif entrant dans le cadre du nouveau dispositif a été réalisé en 2007,.
En 2021, la commune comptait 4 321 habitants, en évolution de −7,04 % par rapport à 2015 (Sarthe : +1,37 %, France hors Mayotte : +2,49 %).
| 1793  | 1800  | 1806  | 1821  | 1831  | 1836  | 1841  | 1846  | 1851  |
| ----- | ----- | ----- | ----- | ----- | ----- | ----- | ----- | ----- |
| 2 667 | 2 652 | 2 873 | 2 857 | 3 056 | 3 017 | 3 029 | 3 058 | 3 080 |

| 1856  | 1861  | 1866  | 1872  | 1876  | 1881  | 1886  | 1891  | 1896  |
| ----- | ----- | ----- | ----- | ----- | ----- | ----- | ----- | ----- |
| 3 039 | 3 102 | 2 945 | 2 877 | 2 892 | 3 018 | 3 611 | 3 903 | 4 317 |

| 1901  | 1906  | 1911  | 1921  | 1926  | 1931  | 1936  | 1946  | 1954  |
| ----- | ----- | ----- | ----- | ----- | ----- | ----- | ----- | ----- |
| 4 243 | 4 251 | 4 254 | 4 531 | 4 558 | 4 400 | 4 454 | 4 472 | 4 530 |

| 1962  | 1968  | 1975  | 1982  | 1990  | 1999  | 2007  | 2011  | 2016  |
| ----- | ----- | ----- | ----- | ----- | ----- | ----- | ----- | ----- |
| 4 707 | 5 436 | 5 772 | 5 617 | 5 473 | 5 148 | 4 730 | 4 732 | 4 631 |

| 2019  | - | - | - | - | - | - | - | - |
| ----- | - | - | - | - | - | - | - | - |
| 4 551 | - | - | - | - | - | - | - | - |

## Infrastructures
Il y a quatre écoles publiques à Château-du-Loir, deux écoles maternelles : Le Grand Douai et Laurentine-Proust, et deux écoles primaires : Le Point du Jour et Beauregard. La commune est dotée d'un collège public, le collège de Bercé. On y trouve par ailleurs deux lycées publics : le lycée Racan d'enseignement général et technologique et le lycée Maréchal-Leclerc-de-Hauteclocque d'enseignement professionnel.
L'école et collège Saint-Jean représente l'enseignement privé.

## Économie
Trois grandes entreprises :
- Amada : presses-plieuses, cisailles pour le travail de la tôle, découpe laser (anciennement Promecam, l'usine implantée en 1963 est rachetée par le Japonais Amada en 1986).
- Aro : machines à souder électriques destinées à l'industrie automobile (acheté en 2006 par Langley Holdings plc et devient ARO Welding Technologies SAS en 2007).
- Harman : haut-parleurs pour l'automobile (anciennement Audax, la marque a été revendue à la société AAC, Applications acoustiques de composites par Harman Becker en 2007), le groupe américain ferme le site de production en 2014 licenciant 185 employés[13].

## Culture locale et patrimoine

### Lieux et monuments
- Église Saint-Guingalois, ex-couvent des Récollets, monument inscrit le 20 avril 1967. C'est l'une des deux paroisses avant la Révolution, la première, dédiée à saint Martin, ayant été vendue comme bien national et détruite.
- Manoir de Riablay : façades et toitures. Monument inscrit le 21 juillet 1966.
- Hôtel Guillot de la Poterie, situé 49 rue Saint-Martin. Monument inscrit le 26 novembre 1968.
- Logis Graslin, situé 1 rue Léon-Loiseau : façades et toitures, escalier intérieur. Monument inscrit le 18 février 1971.
- Hôtel Maillard, situé 3 rue Jahard. Monument inscrit le 23 décembre 1997[14].
- Maisons troglodytes, rue du Val de Loir.

### Activité et manifestations

#### Loisirs
En termes d'infrastructures sportives, le territoire se dote en juillet 2011 d'un équipement aquatique moderne, « Plouf »,. Il est équipé d'un bassin sportif de 25 m avec quatre lignes d'eau, d'un bassin d'activités et d'apprentissage de 140 m2 et d'un bassin extérieur en inox de 250 m2.
Les associations sportives et le public scolaire disposent de trois salles de sports et d'un dojo sur le site des Paumons.

#### Manifestations
Depuis 1987, se déroule à Château-du-Loir une bourse des collectionneurs qui a acquis une renommée nationale. Le nombre d'exposants dépasse la centaine, avec des collections souvent originales.
Depuis 2010, au début du printemps, un festival de musiques actuelles nommé Crash Test Session se déroule dans la salle municipale la Castélorienne. Plus de 300 spectateurs y découvrent des artistes locaux et des groupes de renommée nationale de styles variés (rock, reggae, électro, hip hop, punk, dub…). Cette manifestation est organisée par l'Asso Mnambule et a déjà accueilli des groupes comme Janski Beeeats, Jr Yellam, W#L#K, Centiped, Sisterhood Issue ou encore Jean Paul Dub.

### Jumelages et autres relations
- Ganderkesee (Allemagne) depuis 1979.
- Westbury (Angleterre) depuis 2000.
- La ville de Courbevoie (Hauts-de-Seine - 92) possède une avenue de Château-du-Loir.
- Hébécrevon, village de la Manche, détruit par les bombardements liés au débarquement de 1944, la commune de Château-du-Loir aida à sa reconstruction en fournissant notamment des plants de pommiers.

### Personnalités liées à la commune
- Geoffroy V d'Anjou, dit le Bel ou Plantagenêt (24 août 1113 – 7 septembre 1151, Château-du-Loir), comte d'Anjou et du Maine (1129-1151), et, plus tard, duc de Normandie (1144-1150).
- Guillaume des Roches (1165 ou 1170 - 1222), seigneur de Longué-Jumelles et de Château-du-Loir, compagnon d'armes de Philippe Auguste.
- Pierre Dieudonné Mauboussin (1749-1832), homme politique né et décédé à Château-du-Loir, député de la Sarthe de 1802 à 1809.
- Louis Jacques Rousseau (1759 à Château-du-Loir - 1829), magistrat et homme politique.
- Jacques Pierre André Guillot de la Poterie (1767 à Château-du-Loir - 1826), émigré et chef chouan dit Arthur.
- Siméon-François Berneux (1814 à Château-du-Loir - 1866), évêque, un des martyrs de Corée.
- Pierre Le Monnier (1815 - 1895 à Château-du-Loir), député et sénateur.
- Lionel Royer (1852 à Château-du-Loir - 1926), peintre, auteur de Vercingétorix jette ses armes aux pieds de César.
- Blanche Lucas (d)  (1874 - 1956 à Château-du-Loir), musicienne[19] et compositrice[20].
- Pierre Loutrel dit Pierrot le fou, (1916 à Château-du-Loir - 1946), bandit, collaborateur puis résistant, ennemi public numéro 1, membre du gang des Tractions Avant, mort à la suite d'un cambriolage.
- Stéphane Pétilleau (né en 1971 à Château-du-Loir), coureur cycliste.
- Angélique Roujas (née en 1974 à Château-du-Loir), footballeuse française qui a joué pour l'ESOF Vendée La Roche-sur-Yon jusqu'en 2001 et en équipe de France de football jusqu'en 2001 également (51 sélections)[21].

### Héraldique
| Blason de Château-du-Loir | Blason  | De gueules au château d'argent de trois tours couvertes d'argent, posé sur une rivière ondée d'argent et ombrée d'azur; au chef du même chargé de trois fleurs de lis d'or. |
| Blason de Château-du-Loir | Détails | Origine 1664, adopté le 17 mars 1961. |